# Apollo 18 (film)
Az Apollo 18 egy 2011-es amerikai sci-fi horror, melyet Brian Miller írt, és Gonzalo López-Gallego rendezett. A film egy áldokumentumfilm formájában került leforgatásra, mely a törölt Apollo–18 ürküldetés alternatív történetét dolgozza fel: 1974 decemberében a NASA mégis elindította az űrhajót, azonban az akkor tapasztaltak miatt nem járt azóta sem ember a Holdon. Az akkor készített kézikamerás felvételek "kerültek elő" 2011-ben, és ezekből lett összevágva a film.

## Cselekmény
1974 decemberében a törölt Apollo-18 küldetés legénységét értesítik arról, hogy egy védelmi célokat szolgáló feladat miatt mégis fellövik őket. Az egész szigorúan titkos, tehát indulásukat műholdfellövésnek álcázzák. Nathan Walker parancsnok, John Grey alezredes, és Ben Anderson kapitány azért tartanak a Hold felszínére, hogy elhelyezzenek néhány megfigyelő berendezést, melyek abban az esetben lennének szükségesek, ha a Szovjetunió interkontinentális rakétákkal akarná megtámadni az Egyesült Államokat.
Grey a Freedom parancsnoki modulban maradva kering a Hold körül, míg Walker és Anderson a Liberty holdkomppal leszállnak. Miközben üzembe helyezik a detektorokat, kőzetmintát is gyűjtenek. Miután visszatérnek a Libertyre, mindketten furcsa zajt hallanak, és az egyik kamera megörökíti, ahogy az egyik sziklának tűnő képződmény megmozdul. A houstoni irányítótórony szerint azonban csak a detektorok okoztak interferenciát, innen a zaj. Andersonnak azonban gyanús lesz egy, a földön heverő kőzetminta, amely különös módon pottyanhatott le a csomagból. Később felderítőútra indulnak, és nagy megdöbbenésükre emberi lábnyomokra lelnek. Követve azokat, hatalmas meglepetésükre egy szovjet holdkomphoz jutnak, amely bár működőképes, belül mindent vér borít. A közelben pedig egy halott kozmonautát is találnak. Walker megkérdezi Houstont, hogy tudtak-e arról, hogy a szovjetek is eljutottak a Holdra, de ők kitérő választ adnak: folytassák a kutatást.
Másnap a duó döbbenten veszi észre, hogy az előző nap kitűzött zászlajuk eltűnt. Mindenesetre eljött a küldetés vége, ezért felszálláshoz készülnek, ám ez nem sikerül, mert hatalmas rázkódás járja át a holdkompot. Kívülről nézve meglátják, hogy súlyosan megrongálódott, de Walker észrevesz pár nem emberi lábnyomot is, amelyet ő a földönkívüli élet bizonyítékának vél. Úgy érzi, mintha valami mászkálna az űrruhájában, és valóban: egy hatalmas, pókszerű kreatúra mászik a védőöltözéke belsejében. Anderson eszméletlenül találja meg őt. Mikor magához tér, tagadja, hogy bármi komoly történt volna, ám a mellkasán egy sérülés látható. Anderson egy holdkőzet-darabot szed ki a sebből. Mindeközben egy ismeretlen eredetű interferencia miatt megszakad a kapcsolatuk Houstonnal és a parancsnoki egységgel.
Anderson úgy véli, hogy küldetésük igazi célja nem is a rakéták, hanem az idegen lények megfigyelése, és hogy a berendezések okozhatják a zavart. Azokat azonban valami már működésképtelenné tette. Walkeren közben ismeretlen fertőzés jelei mutatkoznak, és kezd paranoiás lenni. A holdkomp egyik kamerája rögzíti, ahogy megmozdul az egyik holdkőzet, igazolva, hogy a lények szikláknak álcázzák magukat. Walker idegességében törni-zúzni kezd, hogy megsemmisítse a kamerákat, és emiatt a Liberty nyomáskiegyenlítője is megsérül, ami miatt használhatatlanná válik. Az egyetlen esélyük az életben maradásra a szovjet holdkomp, ezért arra veszik az irányt. Útközben Walker ismét ideges lesz, és összetöri a holdautót is. Attól fél, hogy nem térhet vissza a Földre, mert megfertőzheti az egész emberiséget a rejtélyes kórral.
Anderson követi Walkert, aki afelé a kráter felé tart, ahol a halott kozmonautát találták. Walkert a lények a mélybe taszítják, Anderson pedig próbálna utánamenni, de rátámadnak. Kétségbeesésében a szovjet kompba menekül, ahol rádión felveszi a kapcsolatot a szovjet űrközponttal. Ők az amerikaiakhoz irányítják őket, akik viszont megtiltják, hogy visszatérjenek, félve attól, hogy mindketten fertőzöttek. Anderson ebbe nem hajlandó beletörődni, ezért felhívja Greyt, és közli vele, hogy dokkolni fog. Mielőtt elindulhatna, az őrjöngő Walker is megjelenik, és be akar törni az űrhajóba. Mielőtt azonban sikerrel járhatna, ellepik a kreatúrák, és megölik őt. Anderson felszáll, de az űrközpont megtiltja Greynek, hogy felvegye a fedélzetre. Grey ebbe nem akar belemenni, de azt mondják, akkor őt is a sorsára hagyják. Miközben Anderson közelít a parancsnoki egység felé, a holdkompban lévő sziklák felemelkednek a gravitáció megszűnésének hatására. Kiderül róluk, hogy ezek is idegen lények, melyek megtámadják Andersont, megfertőzik őt, s így képtelen lesz irányítani a holdkompot, mely megállíthatatlanul közeledik a parancsnoki egység felé. A film itt ér véget.
A befejező képsorokon még láthatjuk, hogy a három űrhajós halálát különféle módon tussolták el. Valamint megemlítik azt is, hogy a korábbi Apollo-küldetésekről hozott kőzetminták egy része ma már hiányzik.

## Szereplők
- Warren Christie (Benjamin "Ben" Anderson kapitány)
- Lloyd Owen (Nathan "Nate" Walker parancsnok)
- Ryan Robbins (John Grey alezredes)
- Andrew Airlie (küldetésirányító)
- Michael Kopsa (a Védelmi Minisztérium titkára)

## Forgatás
A filmet Vancouverben vették fel, noha úgy reklámozták, mint valódi kamerafelvételt, melyben nem színészek, hanem valódi emberek szerepelnek. Még egy külön weboldal is indult, lunatruth.com címen, amely a filmben történtek valóságosságát próbálja alátámasztani. A film forgatása közben történtek konzultációk szakértőkkel, de a NASA nem vett részt benne.

## Megjelenés
Az Apollo 18 2011. szeptember 2-án jelent meg, noha eredetileg 2010 februárjára volt kitűzve a megjelenés dátuma. Az időpont többször is csúszott. Premier előtti vetítést egy esetben sem tartottak a sajtónak. Ötmilliós költségvetését ötszörösen kereste vissza, tehát nyereségesnek volt mondható. DVD-n 2011. december 27-én jelent meg, ugyanekkor adták ki Blu-Ray-en és online formában is. Az extrák között rendezői és vágói kommentárok találhatóak, valamint törölt jelenetek, alternatív jelenetek, és plusz képsorok, ideértve a szovjet kozmonauta halálát is.

### Fogadtatás
Bár üzletileg sikeres film volt, a kritikai vélemények megoszlanak róla, és általában véve negatívak. Bár sokan dicsérik a kamerakezelést és a különleges effektusokat, többen kritizálták a rövid hosszt, a vontatott és kissé unalmas cselekményt.

## Érdekességek
A film végén szerepel egy állítás, miszerint számtalan ország kapott adományként holdkőzetmintát, melyeknek egy részét ellopták, vagy eltűntek. Ez lényegében igaz: a 270 szétosztott kőzetmintából 160 már nincs meg. Ezek egy jelentős részét a feketepiacon értékesítik gyűjtőknek.